# Majavarivier (Saankirivier)
De Majavarivier (Zweeds: Majavajoki) is een rivier die in de Zweedse gemeente Kiruna stroomt. De rivier ontstaat als drie beken samenstromen en naar het zuidwesten wegvloeien. Inclusief langste bronrivier is ze 15,5 kilometer lang.
Afwatering: Majavarivier → Pitsirivier → Saankirivier → Lainiorivier → Torne → Botnische Golf
Er is nog een Majavarivier in dit gebied. Van beide rivieren belandt het water uiteindelijk in de Tornerivier.